# (3480) Abante
(3480) Abante es un asteroide perteneciente al cinturón de asteroides, descubierto el 1 de abril de 1981 por Edward Bowell desde la Estación Anderson Mesa (condado de Coconino, cerca de Flagstaff, Arizona, Estados Unidos).

## Designación y nombre
Designado provisionalmente como 1981 GB. Fue nombrado Abante en honor del científico especialista en ciencias planetarias Robert Hamilton Brown que lo dedica a su abuelo de origen italiano.